# Tumorgalzwam
De tumorgalzwam (Syzygospora tumefaciens) is een schimmel behorend tot de familie Carcinomycetaceae. Het is een biotrofe parasiet die uitsluitend voorkomt op het gewoon eikenbladzwammetje (Gymnopus dryophilus) en de botercollybia (Rhodocollybia butyracea).

## Ecologie
De gastheer vertoont hersenvormige uitwassen (gallen) op hoed en steel als reactie op het binnendringen van de schimmeldraden van de parasiet. Het sporulerende vruchtlichaam van de tumorgalzwam zelf is een dunne film op het oppervlak van de gallen.

## Verspreiding
In Nederland en België is de tumorgalzwam vrij zeldzaam.